# Бенжамен Стамбулі
Бенжамен Стамбулі (фр. Benjamin Stambouli, нар. 13 серпня 1990, Марсель) — французький футболіст, півзахисник, захисник клубу «Адана Демірспор».
Чемпіон Франції. Володар Суперкубка Франції.

## Клубна кар'єра

### «Монпельє»
У дорослому футболі дебютував 2008 року виступами за команду «Монпельє-2», в якій провів два сезони, взявши участь у 25 матчах чемпіонату.
2010 року почав виступи за основну команду клубу. Відіграв за команду з Монпельє наступні чотири сезони своєї ігрової кар'єри. Більшість часу, проведеного у складі «Монпельє», був основним гравцем команди.

### «Тоттенгем»
На початку сезону 2014-2015 перейшов до складу «Тоттенгем Готспур». Дебютував у матчі 4 туру чемпіонату проти «Сандерленда». У 5 турі групового етапу Ліги Європи в матчі проти «Партизана» відзначився дебютним м'ячем і потім отримав жовту картку. Закріпитися в основному складі Бенжамену не вдалось. Він зіграв 1504 хвилини в 25 матчах. Відзначився лише одним голом і заробив 6 жовтих карток.

### «Парі Сен-Жермен»
До складу клубу «Парі Сен-Жермен» приєднався 2015 року.

## Виступи за збірні
У 2011–2012 роках залучався до складу молодіжної збірної Франції. На молодіжному рівні зіграв у трьох офіційних матчах.

## Статистика виступів

### Статистика клубних виступів
| Сезон                | Команда              | Чемпіонат            | Чемпіонат | Чемпіонат | Національний кубок | Національний кубок | Національний кубок | Єврокубки | Єврокубки | Єврокубки | Інші змагання | Інші змагання | Інші змагання | Усього | Усього |
| Сезон                | Команда              | Ліга                 | Ігор      | Голів     | Ліга               | Ігор               | Голів              | Ліга      | Ігор      | Голів     | Ліга          | Ігор          | Голів         | Ігор   | Голів  |
| -------------------- | -------------------- | -------------------- | --------- | --------- | ------------------ | ------------------ | ------------------ | --------- | --------- | --------- | ------------- | ------------- | ------------- | ------ | ------ |
| 2010-11              | «Монпельє»           | Л1                   | 26        | 0         | КФ+КЛ              | 1+3                | 0                  | ЛЄ        | 1         | 0         | —             | —             | —             | 31     | 0      |
| 2011-12              | «Монпельє»           | Л1                   | 26        | 0         | КФ+КЛ              | 3+0                | 0                  | —         | —         | —         | —             | —             | —             | 29     | 0      |
| 2012-13              | «Монпельє»           | Л1                   | 21        | 1         | КФ+КЛ              | 0+1                | 0                  | ЛЧ        | 4         | 0         | СКФ           | 1             | 0             | 27     | 1      |
| 2013-14              | «Монпельє»           | Л1                   | 37        | 2         | КФ+КЛ              | 2+1                | 0+1                | —         | —         | —         | —             | —             | —             | 11     | 0      |
| 2014                 | «Монпельє»           | Л1                   | 2         | 0         | КФ+КЛ              | —                  | —                  | —         | —         | —         | —             | —             | —             | 2      | 0      |
| Усього за «Монпельє» | Усього за «Монпельє» | Усього за «Монпельє» | 112       | 3         |                    | 11                 | 1                  |           | 5         | 0         |               | 1             | 0             | 129    | 4      |
| 2014-15              | «Тоттенгем Готспур»  | ПЛ                   | 12        | 0         | КА+КЛ              | 2+5                | 0                  | ЛЄ        | 6         | 1         | —             | —             | —             | 25     | 1      |
| 2015-16              | «Парі Сен-Жермен»    | Л1                   | 1         | 0         | КФ+КЛ              | 0                  | 0                  | ЛЧ        | 0         | 0         | СКФ           | 1             | 0             | 2      | 0      |
| Усього за кар'єру    | Усього за кар'єру    | Усього за кар'єру    | 125       | 3         |                    | 18                 | 1                  |           | 11        | 1         |               | 2             | 0             | 156    | 5      |

## Досягнення
- Чемпіон Франції (2):

«Монпельє»: 2011-12
«Парі Сен-Жермен»: 2015-16
- Володар Кубка французької ліги (2):

«Парі Сен-Жермен»: 2015-16, 2016-17
- Володар Кубка Франції (1):

«Парі Сен-Жермен»: 2015-16
- Володар Суперкубка Франції (2):

«Парі Сен-Жермен»: 2015, 2016